# Ramsdiep
Het Ramsdiep is een water tussen het Zwarte Meer en het Ketelmeer. Het is ontstaan bij de aanleg van de Noordoostpolder. Over het Ramsdiep ligt de Ramspolbrug. In 2012 is deze brug vervangen door een nieuw, verhoogd exemplaar. Zo hebben scheepvaart en autoverkeer minder vaak last van elkaar.
In het Ramsdiep ligt een balgstuw. De vaargeul in het Ramsdiep is 4 meter diep en bevaarbaar voor schepen tot 3 meter diepgang. De toegelaten scheepvaartklasse is CEMT-klasse Va. Het Ramsdiep is ongeveer 120 meter breed (bij de Ramspolbrug en de stuw ≈44 meter) en er passeren jaarlijks ongeveer 6500 schepen. Aan het Ramsdiep ligt Schokkerhaven.
Aan de zuidkant van de strekdam ligt de betonde Ramsgeul. De Ramsgeul is ≈250 meter breed, en varieert sterk in diepte maar is bevaarbaar voor scheepvaartklasse CEMT-klasse 0. Ook hier zijn balgstuwen aangebracht, waarvan alleen de noordelijke beschikbaar is voor de scheepvaart.
Het water is zoet en het streefpeil is hetzelfde als het IJselmeer, 's zomers –0,2 m NAP en 's winters –0,4 m NAP.